# Jiří Hájek (fotbalista)
Jiří Hájek (* 14. října 1977) je bývalý český fotbalista.

## Fotbalová kariéra
V české lize hrál za SK Dynamo České Budějovice. Nastoupil v 1 ligovém utkání. Hrál za reprezentaci do 18 let.

## Ligová bilance
| Ročník                          | Zápasy | Góly | Klub                       |
| ------------------------------- | ------ | ---- | -------------------------- |
| 1. česká fotbalová liga 1994/95 | 1      | 0    | SK Dynamo České Budějovice |
| CELKEM 1. liga                  | 1      | 0    |                            |